# 62e régiment d'infanterie (France)
Pour les articles homonymes, voir 62e régiment.
Le 62e régiment d'infanterie (62e RI) est un régiment d'infanterie de l'Armée de terre française créé sous la Révolution à partir du régiment de Salm-Salm, un régiment d'infanterie allemand au service du royaume de France.

## Création et différentes dénominations
- 1667 : régiment de Furstemberg.
- 1686 : régiment de Gréder.
- 1716 : régiment de Sparre.
- 1720 : régiment de Saxe.
- 1751 : régiment de Bentheim.
- 1759 : régiment d'Anhalt.
- 1783 : régiment de Salm-Salm.
- 1791 : 62e régiment d’infanterie de ligne.
- 1793 : non formé
- 1796 : 62e demi-brigade de ligne.
- 1803 : 62e régiment d’infanterie de ligne.
- 1815 : dissous.
- 1823 : 62e régiment d’infanterie de ligne.
- 1887 : 62e régiment d’infanterie.
- 1924 : dissous (traditions gardées par le 137e RI).
- 1939 : nouvelle formation du 62e régiment d’infanterie.
- 1940 : dissous le 23 mai par le bureau liquidateur de Clermont-Ferrand.

## Chefs de corps
- Louis de La Marck, comte de La Marck (1674-1750)

- Le maréchal de Saxe a été colonel de 1720 à 1751.
- 1791 : colonel Louis Dominique Munnier (**) ;
- 1792 : colonel Ernest de Ruttemberg (*) ;
- 1793 : colonel Jean Armand Chevalleau de Boisragon (*) ;
- 1803 : colonel Pierre Joseph Petit ;
- 1806 : colonel Jean-Baptiste Bruny ;
- 1812 : colonel Jean-Claude-Simon Regnault ;
- 1837 : colonel Joseph Pierre Lafontaine ;
- 1855-1859 : général de brigade Jean Joseph Gustave Cler
- 1893-1898 : colonel Henri de Pourquery de Péchalvès
- 1898-1902 : colonel Louis Bonneau
- 1903-1908 : colonel Gabriel Gaillot
- ? - 6 octobre 1914 : colonel Paul Léon Costebonel[1] (†)
- 12 avril 1915-7 octobre 1915 : colonel Léon Paul Génin (**)
- 1939-1940 : lieutenant-colonel Le Barillec
- 1939-1940 : général de brigade Pierre-Arthur-Louis-Marie Beziers la Fosse

## Historique des garnisons, combats et batailles du62eRI

### Ancien Régime
- 1672-1678 : guerre de Hollande
- 1688-1697 : guerre de la Ligue d'Augsbourg
- 1701-1713 : guerre de Succession d'Espagne
- 1733-1735 : guerre de Succession de Pologne
- 1740-1748 : guerre de Succession d'Autriche
- 1756-1763 : guerre de Sept Ans
  -  : 10 juillet 1760: bataille de Corbach

### Guerres de la Révolution et de l'Empire

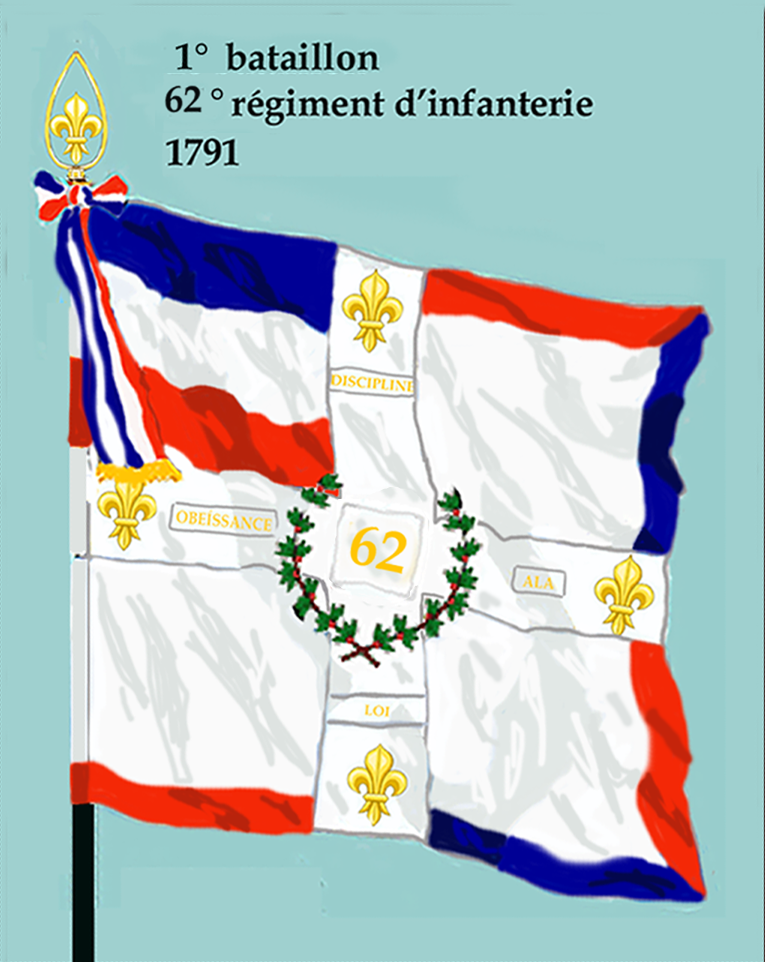
Drapeau du 1er bataillon du 62e régiment d'infanterie de ligne de 1791 à 1793
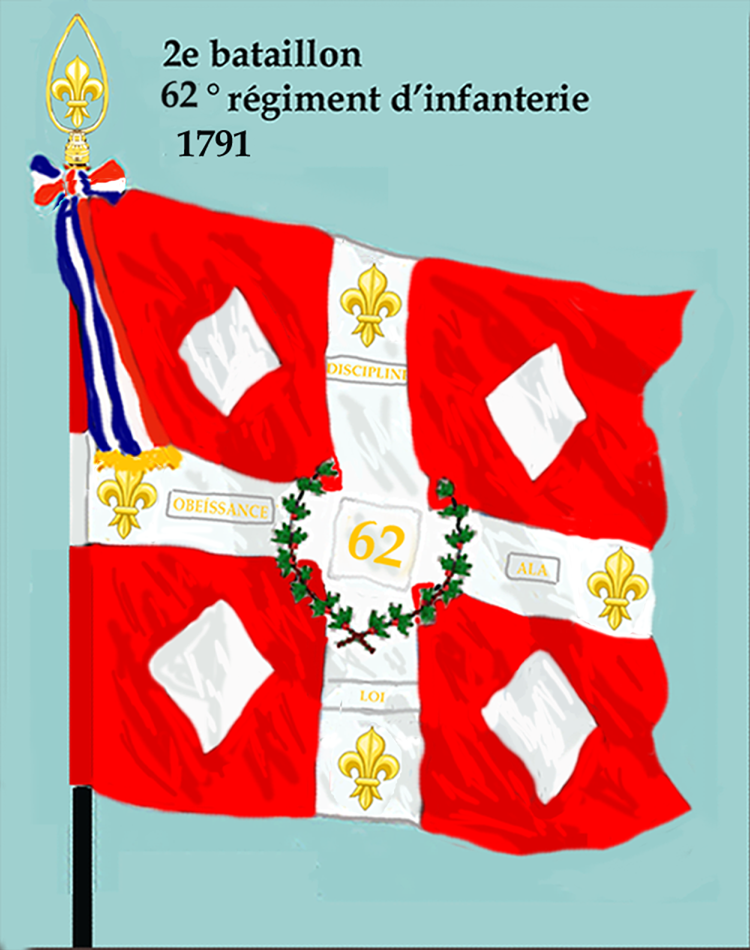
Drapeau du 2e bataillon du 62e régiment d'infanterie de ligne de 1791 à 1793

- 1er décembre 1792 : Armée de la Moselle, expédition de Trèves
- 1792-1793 : Belgique
- 1793-1797 : Allemagne, Armée de Rhin-et-Moselle, Armée du Nord, Armée de Mayence, siège de Mayence, guerre de Vendée
- 1799-1800 : campagne d'Italie (1799-1801)
- 1805-1809 : Italie
  - 1805 : bataille de Caldiero
- 1809 : Allemagne, bataille de Wagram
- 1811-1813 : Espagne

Lors de la bataille de Salamanque, en 1812, l'aigle du drapeau du 62e fut capturé par le 2nd battalion, 44th Regiment of Foot, de l'armée britannique. L'Aigle est désormais exposé au Musée du Régiment de l'Essex, à Chelmsford (Essex Regimental Museum), http://www.royalanglianmuseum.org.uk/
- 1813 : campagne d'Allemagne
- 1814 : campagne de France
  - 14 février 1814 : bataille de Vauchamps

### 1815 à 1852
- 1836-1842 : conquête de l'Algérie

Le régiment eut de lourdes pertes dans cette campagne. Lors de l’expédition de Constantine fin 1836, les troupes françaises en retraite durent passer sur le lieu de l’embuscade où avaient péri cent quarante et un hommes du 62e régiment d’infanterie, arrivé en Afrique seulement six mois auparavant. Leur impression est résumée par le marquis de Castellane, major du 3e régiment de chasseurs d’Afrique : « Le 25, nous passâmes sur le terrain où le convoi escorté par le 62e avait été attaqué, et la vue de cent quarante et un cadavres qui gisaient sur le sol, entièrement nus, décapités et déjà en putréfaction, ne contribua pas peu à affecter le moral d’une grande partie de l’armée… ».
« La redoute d'Aïn-el-Turck portera désormais le nom de redoute du 62e. » Maréchal Vallée, 1839.

### Second Empire
- 1855 : guerre de Crimée, Bataille de la Tchernaïa
- Par décret du 2 mai 1859 le 62e régiment d'infanterie fourni 1 compagnie pour former le 102e régiment d'infanterie de ligne.
- 1860-1862 : campagne d'Italie : occupation de Rome
- 1862-1867 : expédition du Mexique. Le régiment débarque en octobre à Veracruz, participe à la bataille de Pueblale siège de Puebla et est le premier régiment a entrer dans Mexico. Il fait ensuite campagne dans le centre du pays, puis dans le nord, avant de participer à la marche sur Durango durant l'hiver 1864. En 1866 il participe à la campagne de Mazatlan et durant les combats de Matehuala.

« Le 62e a tenu haut et ferme le drapeau de la France et dans le combat du 12 septembre, il s'est couvert d'une gloire impérissable. » Maréchal Forey, 1866.

#### 1870-1871: guerre franco-allemande de 1870
Pendant la guerre de 1870-71, le 62e faisait partie du 3e corps de l’armée du Rhin. Enfermé dans Metz, il est aux batailles de  Borny le 14 août, et de Gravelotte, le 16, où il perd 12 officiers et 130 soldats ainsi qu'à la très dure bataille de Saint-Privat le 18 août.
Le 28 octobre, une compagnie de marche du 62e de ligne, formant le 5e régiment de marche participe au combat de Formerie,.
- Le 17 novembre 1870 eut lieu le combat de Torçay où fut engagée une compagnie de marche du 62e de ligne qui composait le 36e régiment de marche[réf. nécessaire].
- Le 6 janvier 1871, la compagnie de marche du 62e de ligne qui composait le 36e régiment de marche est engagé dans l'affaire du Gué-du-Loir[réf. nécessaire].

### 1871 à 1914
Le 27 mars 1871, des éléments du régiment rentrant de captivité sont amalgamés avec d'autres éléments de diverses unités pour former le 1er régiment d'infanterie provisoire.
En juillet 1871, le 62e régiment de marche fusionne dans le 62e de ligne.
De 1881 à 1883 1 bataillon participe à la campagne de Tunisie
Lors de la réorganisation des corps d'infanterie de 1887, le régiment fourni un bataillon pour former le 162e régiment d'infanterie

### Première Guerre mondiale
Casernement Lorient, Groix, Port Louis, à la 43e brigade d'infanterie, 22e division d'infanterie, 11e corps d'armée. À la 22e DI d'août 1914 à novembre 1918, il est composé de 3 bataillons.
Il est commandé à Lorient par le colonel Costebonnel, tué au combat, « mort pour la France » le 6 octobre 1914 dans la Somme.

#### 1914
- Maissin (Belgique),
- Lenharrée, Haussimont et Vassimont (première bataille de la Marne),
- Saint-Hilaire-le-Grand,
- Thiepval,
- La Boisselle,
- Orvilliers

#### 1915
- 25 septembre-6 octobre : seconde bataille de Champagne
  - Tahure.

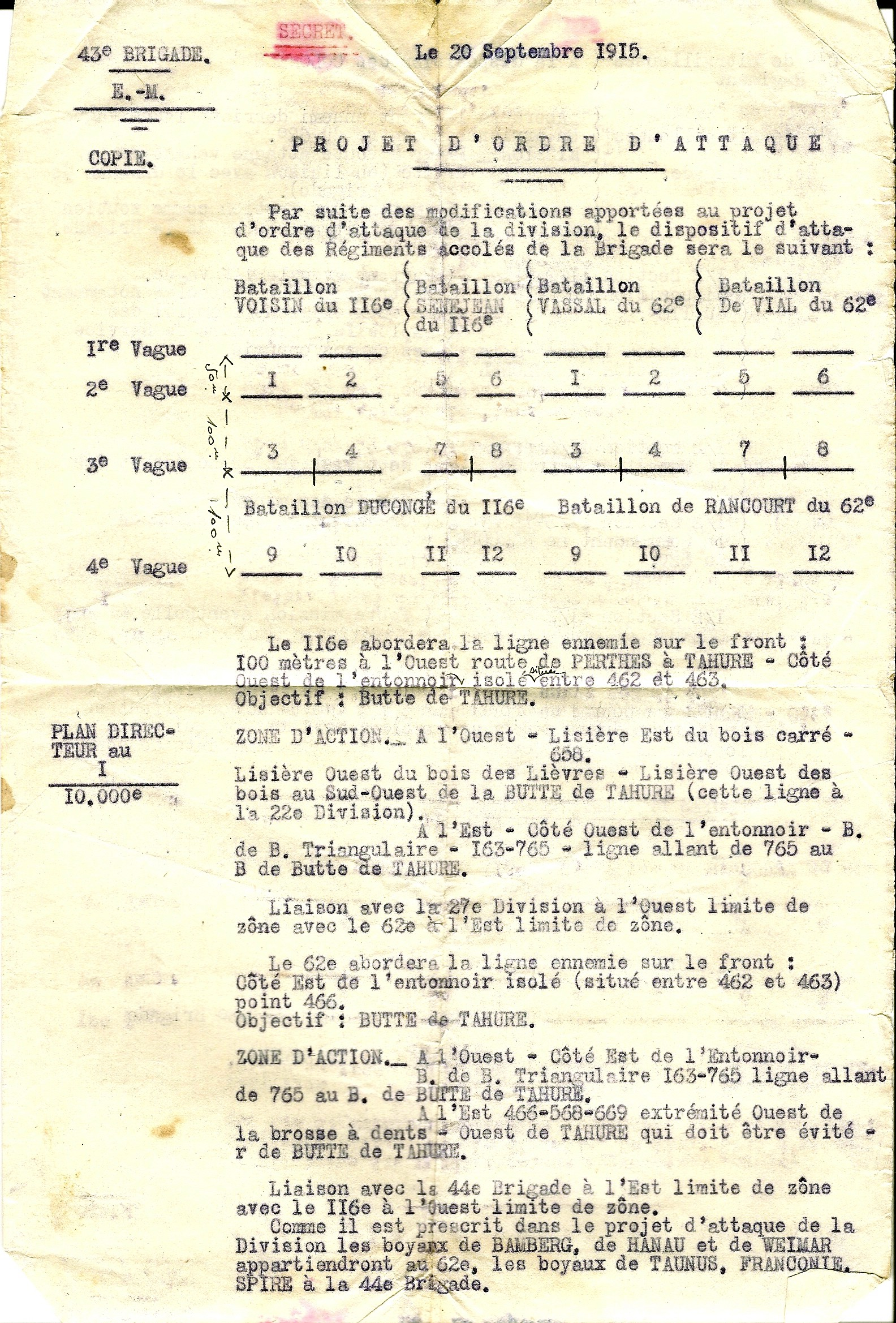
Ordre d'attaque à Tahure
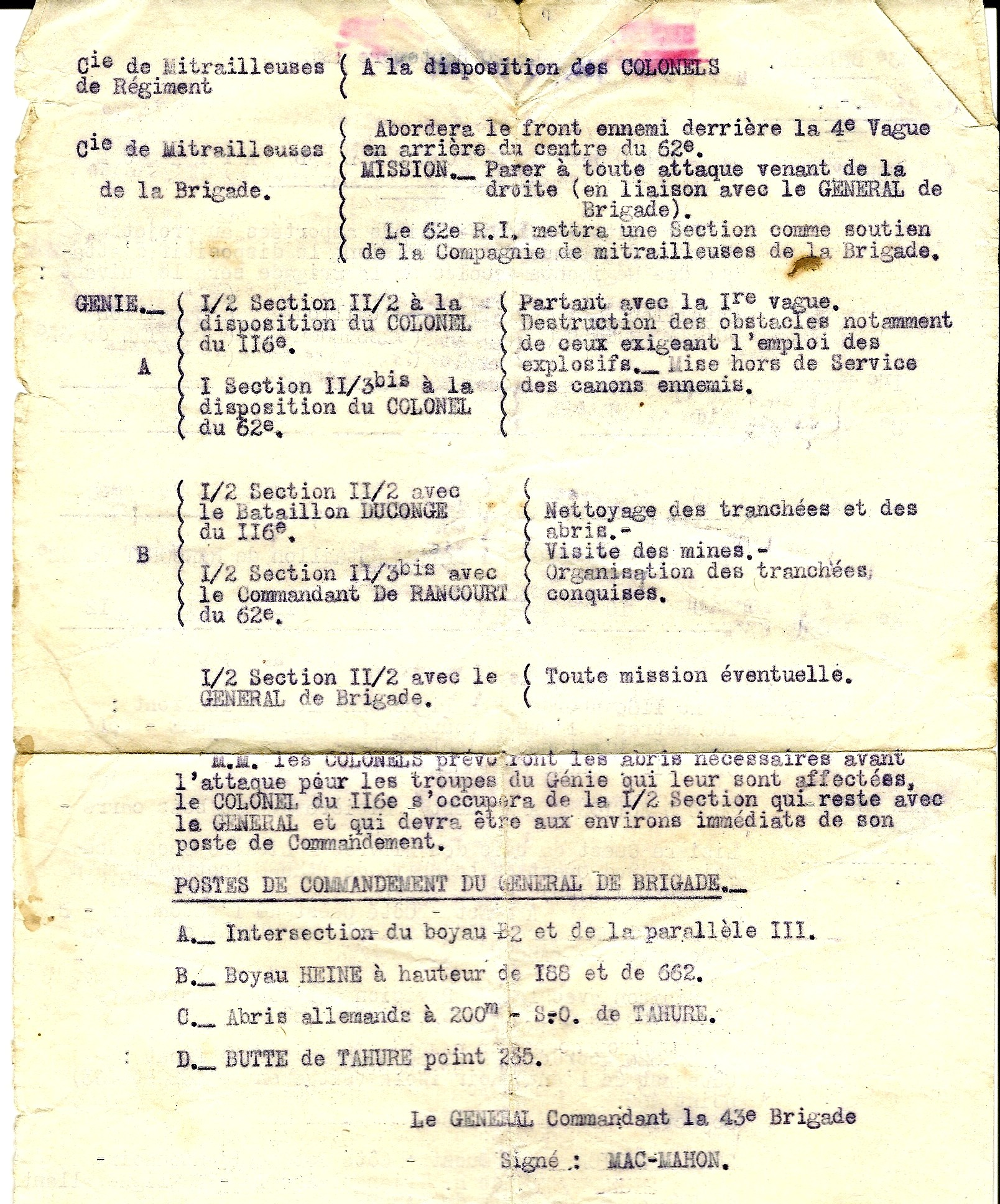
Verso de l'ordre d'attaque à Tahure
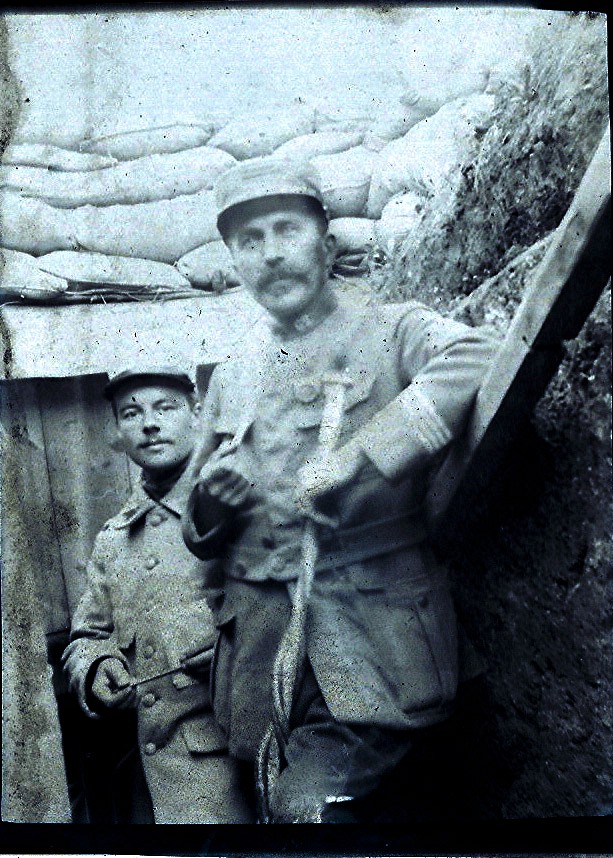
Le chef de bataillon Félix de Vial à Tahure

#### 1916
Bataille de Verdun.

#### 1917
- 5 mai : les pertes du régiment sont de 900 dans le secteur du chemin des dames[7].
- 23 mai : le régiment est renforcé de 800 hommes.
- octobre : il se trouve dans le secteur du Chemin des Dames. Pendant l’hiver 1917, il occupe successivement les secteurs de la Malmaison, de la forêt de Pinon et de l’Aisne. Le 62e se voit décerner pour sa bravoure au feu le port de la fourragère aux couleurs du ruban de la croix de guerre.

#### 1918
- Nesle,
- Champlieu,
- Roye,
- Rollot
- Chemin des Dames
- Ferme de Navarin,
- Butte de Souain,
- 27 mai 1918 : seconde bataille de la Marne, bataille de l'Aisne
- Somme-Py.

« Pendant quatre jours de durs combats, où il a été toujours en avant, il s'est fait remarquer par son ardeur guerrière. » général Gouraud, 1918.

### Entre-deux-guerres
Le 20 juillet 1919, le 62e est de retour à Lorient, après avoir participé au défilé de la victoire à Paris derrière son glorieux drapeau cravaté de la croix de guerre et de la fourragère aux mêmes couleurs. Devant la population en liesse le Maire de Lorient reprend les paroles qu’il avait prononcées le 7 août 1914 : « Le soldat breton au cœur fort et généreux ne demeura pas inférieur à sa réputation ». Hélas le bilan de cette Première Guerre mondiale était très lourd, le régiment accusant 2416 morts ou disparus.
Le régiment est dissous le 1er janvier 1924.

### Seconde Guerre mondiale

#### Drôle de guerre
Le 62e régiment d'infanterie est formé à Lorient le 15 septembre 1939, par le CMI no 112, Réserve A RI type NE.
Il passe par Saint-Mihiel, puis s'est dirigé vers la frontière luxembourgeoise. En décembre 1939, il est sur le Stromberg, le 28 décembre, il est à Bouzanville. En mars 1940, il est à Saint-Jean de Montmeillant et dans la région de Rethel ; en avril, il se prépare à la manœuvre de Belgique par Givet.
Il est en effet affecté à la 22e division d'infanterie (XIe corps d'armée, 9e armée) qui doit participer à la manœuvre Dyle en gagnant et occupant la Meuse entre Vireux-Molhain et Hastière.

#### Bataille de France
- 10 mai 1940 : les Allemands attaquent à l’ouest. Le régiment ne dispose alors que de 60 % de ses effectifs, soit moins de 2 000 hommes, le reste étant pour la plupart en permission. À 7 h 2, le PC du régiment reçoit l’ordre d’alerte lui enjoignant d’exécuter la manœuvre de Belgique à laquelle il s’était entraîné en avril. La troupe se met en mouvement à pied, sous les attaques de l’aviation ennemie à partir du 11.

- 12 mai 1940 : dimanche de pentecôte, par un soleil radieux, le gros de la 22e division, se porte comme prévu sur la Meuse, tenant le front entre Hastières et le sud de la boucle de Chooz. Le sud du dispositif est affecté au régiment, entre Ham et Vireux. Exténué après cette marche, le 62e atteint ses emplacements à 3 h dans la nuit du 12 au 13.

Le PC est à Vaucelles. Le 116e RI est au nord et le 265e RI de la 61e DI au sud. Le 2e bataillon du commandant Dardant occupe le quartier nord avec son PC à Hierges. La 7e compagnie fait la liaison avec le 116e. Les ponts de Ham et Vireux sont détruits à 16 h.
- 13 mai 1940 : les bombardements  aériens s’intensifient. Les premiers contacts avec l’ennemi qui a atteint les rives du fleuve ont lieu dès la fin de journée du 13. Le régiment reçoit alors dans la soirée un ordre de repli sur la ligne Vierves-Matignolles.
- 14 mai 1940 : l’ennemi franchit la Meuse très tôt dans la matinée. Toute la division, qui est enfoncée par la 32e division d’infanterie allemande, doit refluer, le 2e bataillon vers Mazée à partir de 3 h le 15. Le régiment subit des pertes. Ainsi le capitaine Yves Queignec, commandant de la 7e compagnie, instituteur à Scaër, meurt au champ d’honneur, en Belgique le 14 mai en fin de journée (le 13 d’après l’inscription sur sa tombe ?) à l’âge de 39 ans. Il est enterré à Quimper, au cimetière Saint-Joseph.
- 15 mai 1940 : à 7 h 30, les Allemands apparaissent dans la région de Matignolles où le combat s’engage avec les unités du 2e bataillon qui, vers 8 h 30, sont menacées d’encerclement. Elles refluent et sont disloquées par des attaques de blindés lorsqu’elles arrivent à Olloy vers 11 h 30. Le capitaine Collin, commandant le bataillon est blessé et fait prisonnier. Dans ce chaos, tout ce qui reste de la division doit se diriger vers la forêt de Saint-Michel.

Ce même jour, face au désastre, le général Corap est remplacé par le général Giraud à la tête de la 9e armée. Mais c’est déjà trop tard, les allemands exploitent leur percée qui les conduira jusqu’à la mer et à Dunkerque. Leurs troupes qui ont franchi la Meuse à Sedan le 13 arrivent maintenant de l’est et la 8e « panzer division » entre dans Hirson le 16.
- 16 mai 1940 : à 8 h 30, seuls environ 500 hommes de la 22e DI sont rassemblés à Saint-Michel, les 19e RI et 62e RI étant les plus représentés. 6 chars R35 du 32e bataillon de chars de combat renforcent le dispositif qui s’appuie sur les blockhaus souvent inachevés dans la forêt.

Vers 14 h, le général Beziers de Lafosse (1880-1964), commandant de l’infanterie divisionnaire et le colonel commandant le 18e régiment d’artillerie de la 22e DI quittent le PC de Saint-Michel pour rejoindre celui du 62e.
- 17 mai 1940 : en matinée une percée est envisagée vers Mondrepuis. Elle n’aura pas lieu.

Vers 15 h, l’ennemi progresse de Saint-Michel vers le nord et arrive au contact de la ligne d’arrêt. De nombreux soldats sont tués, en particulier au carrefour de l’étoile où a été érigé un monument commémoratif portant les noms de 24 militaires dont 3 du 62e, Sergent Mathurin Guehennec, soldat Henri Manceau, Sergent Jacques Salama. Les combats se calment à l’arrivée de la nuit.
- 18 mai 1940 : ce samedi, l’attaque reprend dès l’aube et, peu, à peu, le dernier réduit constitué par le PC du 62e est entouré de toutes parts et va cesser le combat.

Selon le rapport du colonel Le Barillec, après des combats autour du poste de commandement du 62e, le général Beziers de Lafosse (1880-1964), commandant de l’infanterie de la division, « déclare, pour éviter le massacre, qu'il vaut mieux se rendre. C'est fini du 62e RI, il est environ 11 h 30. À l'attitude de l'ennemi, le colonel se rend compte que tous les autres points d'appui ont déjà été réduits. La troupe à laquelle ils ont eu affaire avait fait la Pologne. Le bataillon allemand, commandé par le capitaine Paul Bauer (l'homme de l'Himalaya), était composé d’hommes de 20  à   22 ans. Après nous avoir offert à déjeuner à leur division, les officiers de cette unité prirent congés de nous en ces termes: « Bonne chance, nous avons eu affaire à de braves combattants. » Le drapeau est capturé par les Allemands, le régiment est dissous le 23 mai 1940 par le bureau liquidateur de Clermont-Ferrand.
Le capitaine Paul Bauer, alpiniste qui s’est distingué avant guerre par ses expéditions dans l’Himalaya, appartenait au 3e bataillon du 99e régiment de chasseurs de montagne (III./GJR.99) de la 1re division de montagne, « 1. gebirgs-division » commandée par le général Ludwig Kubler.
La division traverse la Meuse le 15 mai, à Revin et Fumay, à une vingtaine de kilomètres à l’est d’Hirson. Le 18 mai elle attaque la ligne de blockhaus à Saint-Michel. 4 chars (6 avaient été mis à disposition du 62e RI), 4 voitures, 30 chevaux, un général (probablement le général Beziers de Lafosse), 19 officiers dont 4 colonels et 161 hommes sont capturés par le bataillon du capitaine Bauer qui reçoit l’agrafe à la croix de fer de Ire classe.
Le Lieutenant Munske, des sous-officiers et soldats de la 13e compagnie reçoivent la croix de fer de 2e classe. Ce récit correspond à celui fait du côté français de la fin du 62e RI.
Pour les Français, la bataille est terminée. C’est alors le départ pour la captivité. Les prisonniers sont d’abord rassemblés dans une école à Saint-Michel, puis à Hirson bombardée par l’aviation alliée (anglaise ?) dans la nuit du dimanche 19 au lundi 20.

## Après-guerre
Il devient un régiment de réserve dans le cadre de la défense opérationnelle du territoire. En cas de mobilisation, il est rattaché, dans les années 1980, à la 109e division d'infanterie qui devient de 1986 à 1994 la 109e brigade de zone puis la 109e brigade régionale de défense.
Mis sur pied par le 3e RIMa à Vannes.[Quoi ?]

## Drapeau
Il porte, cousues en lettres d'or dans ses plis, les inscriptions suivantes :
- Valmy 1792
- Wagram 1809
- Lützen 1813
- Sébastopol 1855
- Matéhuala 1864
- Champagne 1915
- Verdun 1916
- L'Avre 1918

## Décorations
Sa cravate est décorée de la croix de guerre 1914-1918 avec deux citations à l'ordre de l'armée, une citation à l'ordre du corps d'armée.
Il a le droit au port de la fourragère aux couleurs du ruban de la Croix de guerre 1914-1918.

## Traditions et uniformes

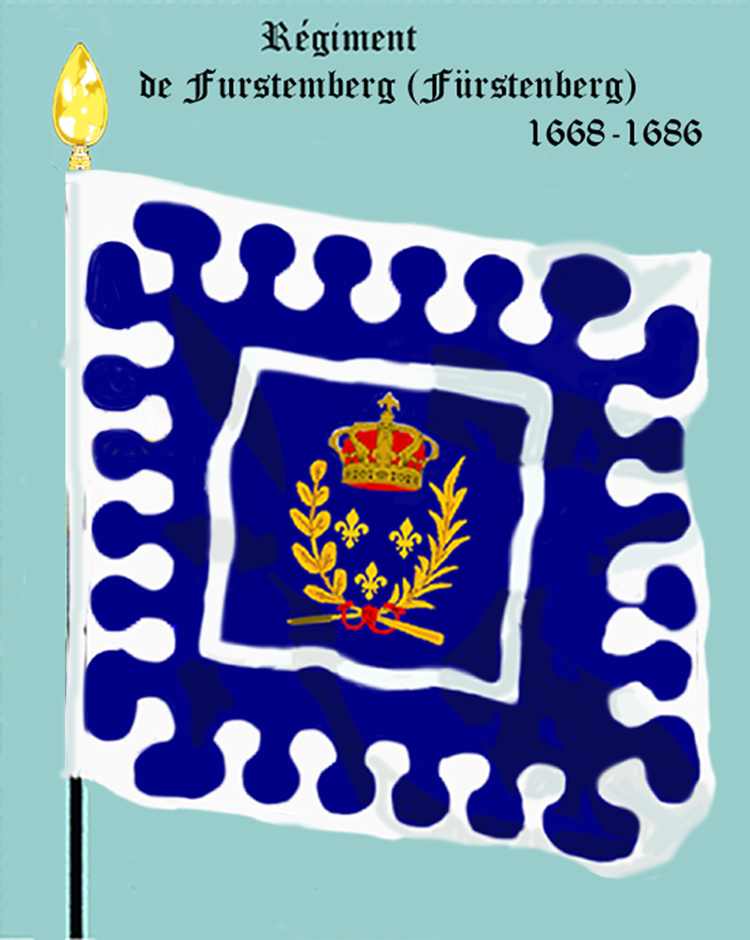
Fürstenberg
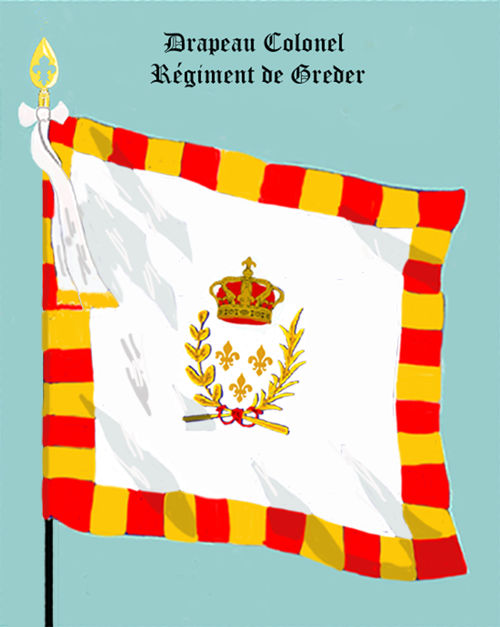
Greder drapeau du colonel
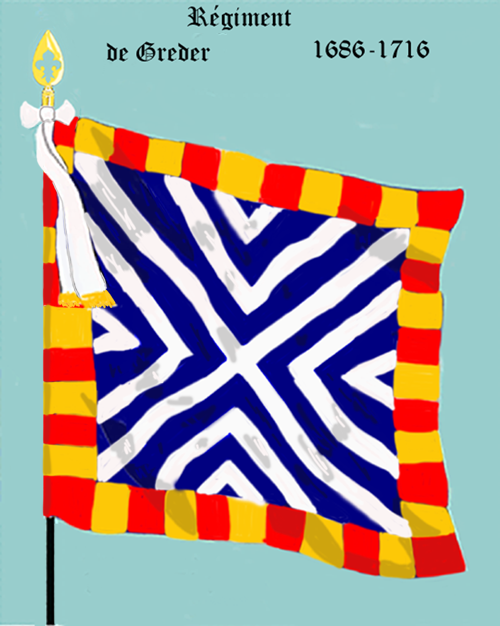
Greder 1er modèle
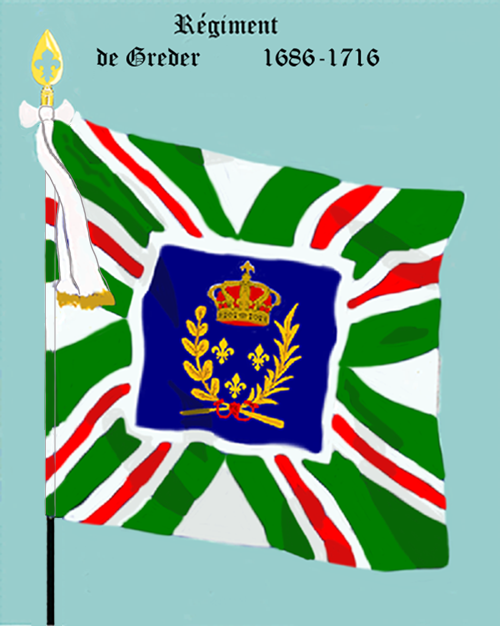
Greder 2e modèle
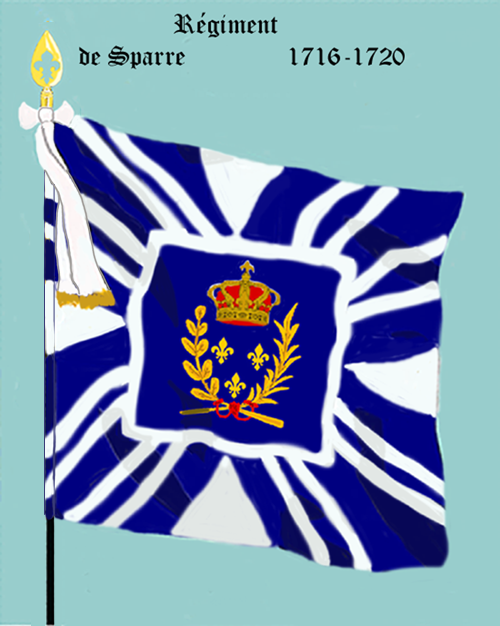
Rég Sparre, Bentheim et Salm-Salm
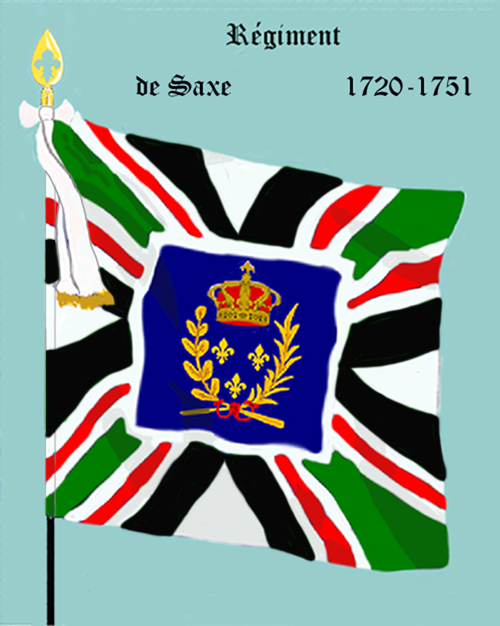
Saxe
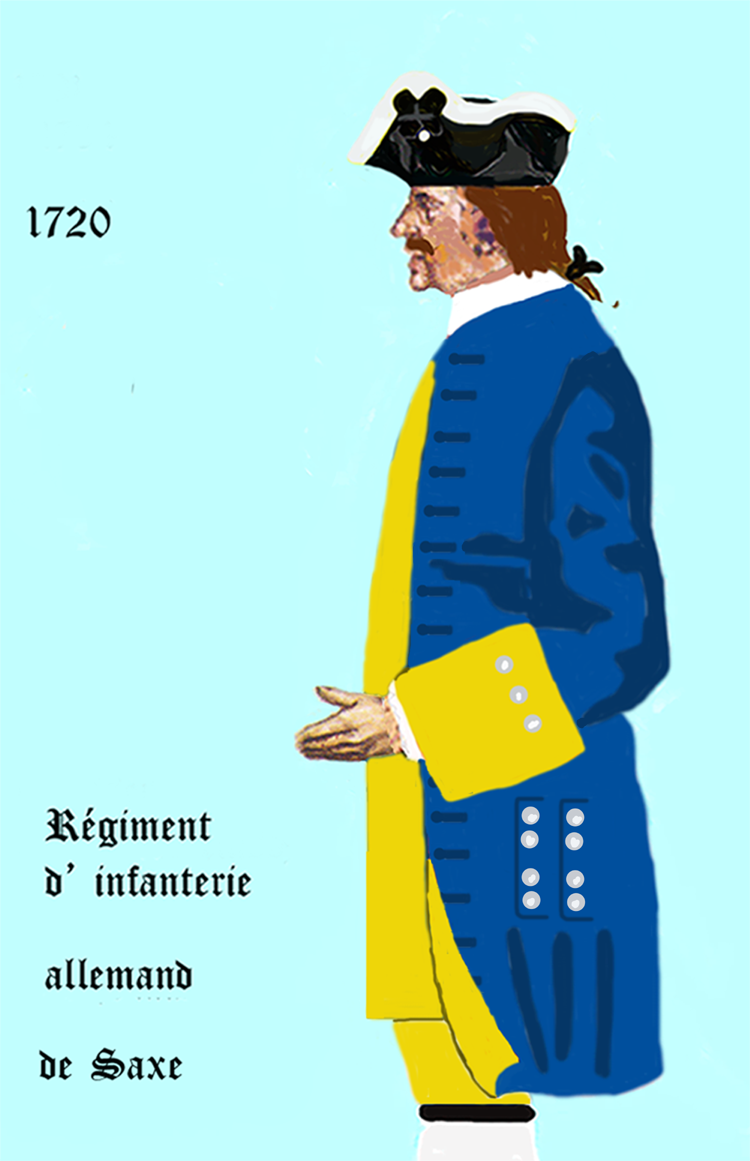
Saxe 1720
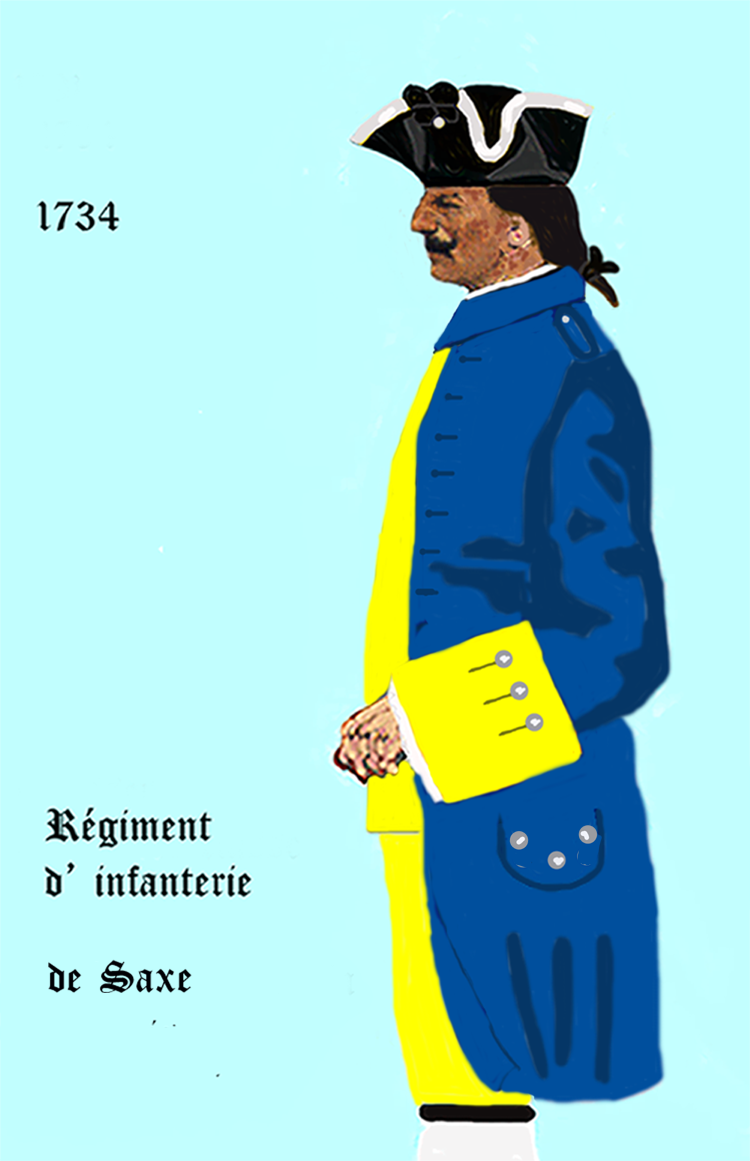
Saxe 1734
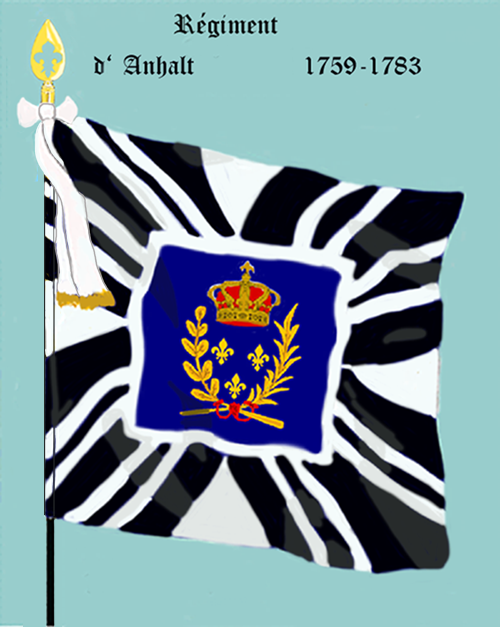
Anhalt
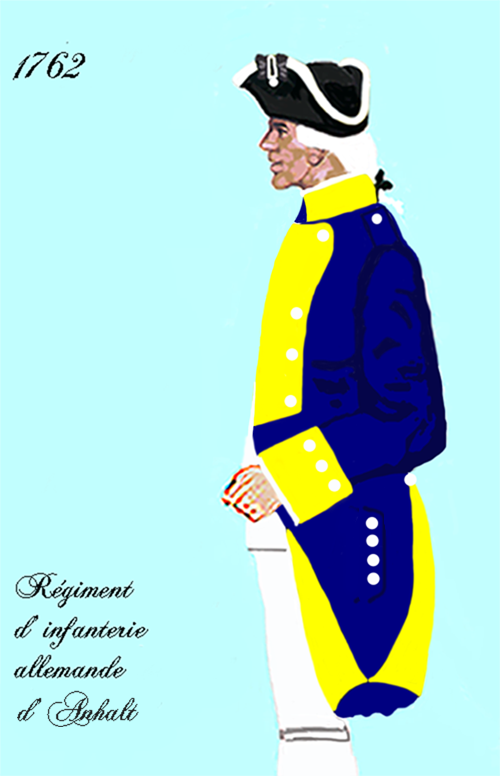
Anhalt 1762

## Personnalités ayant servi au62eRI
- Colonel Noël-Georges Castellan, major au 62e le 18 mars 1805 ;
- lieutenant colonel Émile Herbillon en 1841 en Algérie, qui devint général ;
- Général Félix de Vial, alors chef de bataillon lors des combats de Maissin (Belgique) puis des grandes attaques de Champagne : s'empare avec son bataillon de la position de Tahure ce qui lui vaudra d' être promu lieutenant-colonel et chef de corps du 65e régiment d’infanterie de ligne
- Noël Riou (1898-1964), Compagnon de la Libération.

### Sources et bibliographie
- Recueil d'historiques de l'infanterie française, Général Andolenko, Eurimprim 1969
- Historique du 62e régiment d’infanterie, Paris et Limoges, Henri Charles-Lavauzelle éditeur militaire, coll. « Petite bibliothèque de l'Armée française », 1891, 2e éd., 70+18 (lire en ligne)
- Historique du 62e régiment d’infanterie : 1914-1920, Paris et Limoges, Henri Charles-Lavauzelle éditeur militaire, coll. « Petite bibliothèque de l'Armée française », 1920 (lire en ligne)
- Geneviève et Pierre Quéré, « Le 62e régiment d’infanterie de Lorient pendant la Grande Guerre », Les cahiers du pays de Plœmeur, no 16,‎ décembre 2006, p. 29-34 (ISSN 1157-2574)